# Pseuderimerus indicus
Pseuderimerus indicus är en stekelart som först beskrevs av Subba Rao och Bhatia 1962.  Pseuderimerus indicus ingår i släktet Pseuderimerus och familjen gallglanssteklar. Inga underarter finns listade i Catalogue of Life.